# Liga I 2022-2023 (fotbal feminin)
Liga I 2022–2023 a fost al 33-lea sezon al Ligii I, prima divizie a fotbalului feminin din România. Competiția a fost câștigată de U Olimpia Cluj.

## Echipe participante
| Echipă                          | Oraș              |
| ------------------------------- | ----------------- |
| CSM Alexandria                  | Alexandria        |
| ACS Banat Girls                 | Comloșu Mare      |
| AFC Fair Play Joc Cinstit       | București         |
| Carmen București                | Giurgiu           |
| ACS Fotbal Feminin Baia Mare    | Baia Mare         |
| ACS Târgu Mureș 1898 - MSE 1898 | Târgu Mureș       |
| U Olimpia Cluj                  | Cluj-Napoca       |
| ACS Piroș Security Protect      | Arad              |
| Politehnica Timișoara           | Timișoara         |
| Csíkszereda MC                  | Miercurea Ciuc    |
| AFC Universitatea Galați        | Galați            |
| ACS Vasas Femina FC             | Odorheiu Secuiesc |

## Sezonul regular
| Acasă \ Deplasare        | OLI  | UGL  | ALE | VAS | PIR  | CAR | BMA  | PTF | FPB | LTM | MIE | BGR  |
| ------------------------ | ---- | ---- | --- | --- | ---- | --- | ---- | --- | --- | --- | --- | ---- |
| U Olimpia Cluj           | —    | —    | —   | 8–2 | —    | 4–0 | —    | 0–3 | —   | 7–0 | 3–0 | 4–0  |
| Universitatea Galați     | 1–6  | —    | 0–3 | —   | 1–2  | —   | 1–1  | —   | 0–3 | —   | —   | 0–10 |
| CSM Alexandria           | 0–3  | —    | —   | 3–0 | —    | 0–3 | —    | —   | 3–0 | 2–0 | —   | —    |
| Vasas Femina             | —    | 3–0  | —   | —   | 3–1  | —   | 3–0  | 0–3 | —   | —   | 0–0 | —    |
| Piroș Security Arad      | 0–13 | —    | 3–3 | —   | —    | 0–8 | —    | —   | 2–2 | 0–1 | —   | —    |
| Carmen București         | —    | 10–0 | —   | 8–0 | —    | —   | —    | 0–1 | —   | 9–0 | 2–0 | 5–1  |
| Fotbal Feminin Baia Mare | 0–11 | —    | 1–3 | —   | 2–0  | 0–5 | —    | —   | 3–0 | —   | —   | —    |
| Politehnica Timișoara    | —    | 18–0 | 4–0 | —   | 11–0 | —   | 17–0 | —   | 6–0 | —   | —   | 2–0  |
| Fair Play București      | 2–15 | —    | —   | 1–4 | —    | 0–6 | —    | —   | —   | 6–5 | 1–5 | 0–3  |
| Ladies Târgu Mureș       | —    | 5–1  | —   | 1–1 | —    | —   | 0–1  | 0–3 | —   | —   | 3–0 | —    |
| Csíkszereda MC           | —    | 8–0  | 3–2 | —   | 2–0  | —   | 4–0  | 0–7 | —   | —   | —   | 1–0  |
| Banat Girls              | —    | —    | 5–0 | 1–2 | 4–0  | —   | 1–0  | —   | —   | 4–1 | —   | —    |

| Loc | Echipa                   | MJ | V  | E | Î  | GM | GP | DG  | Pct | Calificare             |
| --- | ------------------------ | -- | -- | - | -- | -- | -- | --- | --- | ---------------------- |
| 1   | Politehnica Timișoara    | 11 | 11 | 0 | 0  | 75 | 0  | +75 | 33  | Calificare în play-off |
| 2   | U Olimpia Cluj           | 11 | 10 | 0 | 1  | 74 | 8  | +66 | 30  | Calificare în play-off |
| 3   | Carmen București         | 11 | 9  | 0 | 2  | 56 | 6  | +50 | 27  | Calificare în play-off |
| 4   | Csíkszereda MC           | 11 | 6  | 1 | 4  | 23 | 8  | +15 | 19  | Calificare în play-off |
| 5   | Banat Girls              | 11 | 6  | 0 | 5  | 29 | 15 | +14 | 18  | Calificare în play-off |
| 6   | Vasas Femina Odorhei     | 11 | 5  | 2 | 4  | 18 | 26 | −8  | 17  | Calificare în play-off |
| 7   | CSM Alexandria           | 11 | 5  | 1 | 5  | 19 | 20 | −1  | 16  | Calificare în play-out |
| 8   | Ladies Târgu Mureș       | 11 | 3  | 1 | 7  | 16 | 34 | −18 | 10  | Calificare în play-out |
| 9   | Fotbal Feminin Baia Mare | 11 | 3  | 1 | 7  | 8  | 45 | −37 | 10  | Calificare în play-out |
| 10  | Piroș Security Arad      | 11 | 1  | 2 | 8  | 8  | 50 | −42 | 5   | Calificare în play-out |
| 11  | Fair Play București      | 11 | 2  | 1 | 8  | 15 | 52 | −37 | 1   | Calificare în play-out |
| 12  | Universitatea Galați     | 11 | 0  | 1 | 10 | 4  | 69 | −65 | 1   | Calificare în play-out |

1. ↑  Pe 28 septembrie 2022 Fair-Play București a fost sancționată cu 6 puncte.[2]

## Play-off
| Acasă \ Deplasare     | OLI | PTF | CAR | VAS | BGR | MIE |
| --------------------- | --- | --- | --- | --- | --- | --- |
| U Olimpia Cluj        | —   | 7–0 | 1–3 | 8–1 | 6–2 | 3–0 |
| Politehnica Timișoara | 1–3 | —   | 2–2 | 6–0 | 2–0 | 2–0 |
| Carmen București      | 0–1 | 2–3 | —   | 5–0 | 2–0 | 2–0 |
| Vasas Femina          | 0–5 | 1–2 | 2–4 | —   | 4–0 | 1–2 |
| Banat Girls           | 0–1 | 0–3 | 0–4 | 2–1 | —   | 2–2 |
| Csíkszereda MC        | 3–4 | 0–7 | 0–2 | 4–0 | 3–0 | —   |

| Loc | Echipa                | MJ | V | E | Î | GM | GP | DG  | Pct | Calificare                 |
| --- | --------------------- | -- | - | - | - | -- | -- | --- | --- | -------------------------- |
| 1   | U Olimpia Cluj (C)    | 10 | 9 | 0 | 1 | 39 | 10 | +29 | 57  | Liga Campionilor 2023-2024 |
| 2   | Politehnica Timișoara | 10 | 7 | 1 | 2 | 28 | 15 | +13 | 55  |                            |
| 3   | Carmen București      | 10 | 7 | 1 | 2 | 26 | 9  | +17 | 49  |                            |
| 4   | Csíkszereda MC        | 10 | 3 | 1 | 6 | 14 | 23 | −9  | 29  |                            |
| 5   | Banat Girls           | 10 | 1 | 1 | 8 | 6  | 28 | −22 | 22  |                            |
| 6   | Vasas Femina          | 10 | 1 | 0 | 9 | 10 | 38 | −28 | 20  |                            |

## Play-out
| Acasă \ Deplasare        | PIR | BMA  | ALE | LTM | FPB  | UGL |
| ------------------------ | --- | ---- | --- | --- | ---- | --- |
| Piroș Security Arad      | —   | 0–1  | 0–5 | 0–4 | 2–2  | 1–0 |
| Fotbal Feminin Baia Mare | 0–1 | —    | 3–4 | 0–2 | 3–1  | 4–0 |
| CSM Alexandria           | 6–1 | 10–4 | —   | 4–1 | 10–2 | 7–1 |
| Ladies Târgu Mureș       | 2–2 | 7–1  | 2–1 | —   | 3–0  | 2–0 |
| Fair Play București      | 2–3 | 6–4  | 0–4 | 2–0 | —    | 3–3 |
| Universitatea Galați     | 1–3 | 1–0  | 1–5 | 0–6 | 0–2  | —   |

| Loc | Echipa                   | MJ | V | E | Î | GM | GP | DG  | Pct | Calificare                  |
| --- | ------------------------ | -- | - | - | - | -- | -- | --- | --- | --------------------------- |
| 7   | CSM Alexandria           | 10 | 9 | 0 | 1 | 56 | 15 | +41 | 43  |                             |
| 8   | Ladies Târgu Mureș       | 10 | 7 | 1 | 2 | 29 | 10 | +19 | 32  |                             |
| 9   | Piroș Security Arad      | 10 | 4 | 2 | 4 | 13 | 23 | −10 | 19  |                             |
| 10  | Fotbal Feminin Baia Mare | 10 | 3 | 0 | 7 | 20 | 32 | −12 | 19  |                             |
| 11  | Fair Play București (R)  | 10 | 3 | 2 | 5 | 20 | 32 | −12 | 12  | Retrogradare în Liga a II-a |
| 12  | Universitatea Galați (R) | 10 | 1 | 1 | 8 | 7  | 33 | −26 | 5   | Retrogradare în Liga a II-a |